# Sageretia corymbosa
Sageretia corymbosa är en brakvedsväxtart som beskrevs av George Don jr. Sageretia corymbosa ingår i släktet Sageretia och familjen brakvedsväxter. Inga underarter finns listade i Catalogue of Life.